# Panolis sutschana
Panolis sutschana là một loài bướm đêm trong họ Noctuidae.